# Ярох, Елена Нестеровна
Елена Нестеровна Ярох (1908 год, с. Таврия, Усть-Каменогорский уезд, Семипалатинская область, Российская империя — дата и место смерти неизвестны) — колхозница, Герой Социалистического Труда (1948).

## Биография
Родилась в 1908 году в крестьянской семье в селе Таврия (ныне — Уланский район, Восточно-Казахстанская область).
В 1930 году вступила в колхоз «Красный Октябрь» Уланского района. Первоначально работала рядовой колхозницей. В 1946 году была назначена звеньевой полеводческого звена.
В 1946 году полеводческое звено под руководством Елены Ярох собрало по 30,06 гектаров зерновых с участка площадью 8 гектаров. За получение высоких урожаев пшеницы в 1947 году удостоена звания Героя Социалистического Труда указом Президиума Верховного Совета СССР от 28 марта 1948 года с вручением ордена Ленина и золотой медали «Серп и Молот».
В 1948 году показала высокие трудовые достижения, за что в июне 1949 года была награждена вторым Орденом Ленина.
В 1948 году избиралась депутатом Таврического районного Совета народных депутатов.
После выхода на пенсию проживала в посёлке Таврическое.

## Награды
- Герой Социалистического Труда (1948)
- Орден Ленина — дважды (18.03.1948; 06.06.1949)
- Медаль «За доблестный труд в Великой Отечественной войне 1941—1945 гг.»